# Mareke Freudenberg
Mareke Freudenberg (* 1977 in Aurich) ist eine deutsche Sopranistin.

## Leben
Mareke Freudenberg studierte Operngesang an der Hochschule für Musik und Theater Hannover bei Carol Richardson-Smith. 
Seit der Spielzeit 2006/2007 ist sie Mitglied im Ensemble des Oldenburgischen Staatstheaters.
Sie unterrichtet Gesang an der Robert Schumann Hochschule in Düsseldorf.

## Preise/Auszeichnungen
Mareke Freudenberg ist Stipendiatin der Yehudi-Menuhin-Stiftung und der Friedrich-Jürgen-Sellheim-Konzertstiftung.
Sie wurde bei mehreren internationalen Liedwettbewerben durch Preise ausgezeichnet.
- 1. Preis beim Internationalen Gesangswettbewerb des Braunschweig-Classix-Festivals (2005)
- Erna-Schlüter-Preis der Erna-Schlüter-Gesellschaft (Mai 2010)

## Repertoire (Auswahl)
- La Bohème (Musetta)
- Die Zauberflöte (Pamina)
- The Rake’s Progress (Ann Trulove)
- Der Barbier von Sevilla (Berta)